# 寻水兽
寻水兽（英文：Afanc），又称为阿凡克，是欧洲神话中的一只大湖怪。

## 外型
尋水獸外型很像海狸，牠的腦袋像蛇、身體像豹子、屁股彷若獅子、腳蹄則像鹿蹄。總是奔跑著尋找水源，好似很久沒喝過水一般飢渴難耐。

## 传说
寻水兽是一个生活在康威河亚·阿凡克池沼的怪兽，体形非常强壮巨大，外型很像海狸，而且奔跑速度相当快，喜欢生活在水里。它能制造水灾或散发瘟疫，所以民众便采取措施消灭寻水兽，但人类的普通武器却伤不了它分毫。
寻水兽是古老魔法的产物，传说中寻水兽是由强力魔法从泥土中生出来的怪物，只要被寻水兽所伤的人类都将必死无疑。